# Psyllaephagus pilosus
Psyllaephagus pilosus är en stekelart som beskrevs av John S. Noyes 1988. Psyllaephagus pilosus ingår i släktet Psyllaephagus och familjen sköldlussteklar.
Artens utbredningsområde är:
- Frankrike.
- Italien.

Inga underarter finns listade i Catalogue of Life.